# Внутренний проезд
Вну́тренний прое́зд — улица Москвы в районе Зюзино Юго-Западного административного округа. Проходит от Симферопольского бульвара до Азовской улицы.

## Название
Название дано в 1959 году. Своё название проезд получил потому, что он проходит внутри жилого квартала.

## Описание
Внутренний проезд проходит от Симферопольского бульвара на запад параллельно Болотниковской улице и Чонгарскому бульвару. Заканчивается на Азовской улице. В настоящее время представляет перегороженный шлагбаумом и забором автотехцентра внутридворовый проезд.

## Транспорт
Наземный городской транспорт отсутствует, однако неподалёку находятся станции метро «Севастопольская» и «Каховская».